# Clubiona melanothele
Clubiona melanothele este o specie de păianjeni din genul Clubiona, familia Clubionidae, descrisă de Thorell în 1895. Conform Catalogue of Life specia Clubiona melanothele nu are subspecii cunoscute.